# Die letzte Mission
Die letzte Mission (Originaltitel: Final Mission) ist die neunte Folge der vierten Staffel der US-amerikanischen Science-Fiction-Fernsehserie Raumschiff Enterprise – Das nächste Jahrhundert. Sie wurde in den Vereinigten Staaten über Syndication vermarktet und erstmals am 19. November 1990 auf verschiedenen Fernsehsendern ausgestrahlt. In Deutschland war sie zum ersten Mal am 26. August 1993 in einer synchronisierten Fassung im ZDF zu sehen.

## Handlung
Im Jahr 2367 bei Sternzeit 44307.3 befindet sich die Enterprise im Pentaurus-System, wo Captain Picard Streitigkeiten zwischen Minenarbeitern schlichten soll. Zugleich geht ein Notruf vom Planeten Gamelan V ein. Picard weist seinen ersten Offizier Will Riker an, mit der Enterprise dem Notruf nachzugehen. Er selbst will sich von dem Shuttlepiloten Dirgo zu den Verhandlungen auf Pentaurus V fliegen lassen. Der junge Fähnrich Wesley Crusher soll ihn dabei begleiten. Für ihn wurde nach mehreren vergeblichen Versuchen nun endlich ein Platz an der Sternenflottenakademie mitten im Schuljahr frei und Picard möchte ihm noch einige praktische Erfahrungen für diplomatische Missionen ermöglichen, bevor er die Enterprise verlässt.
Dirgos Shuttle Nenebek erweist sich als eine eigenwillige Konstruktion und kurz nachdem die Enterprise das Pentaurus-System verlassen hat, versagt der Antrieb der Nenebek. Dirgo gelingt eine Notlandung auf dem Mond Lambda Paz. Dirgo, Picard und Wesley finden sich auf einer Wüstenebene wieder. Das Shuttle ist funktionsunfähig und heizt sich schnell auf. Sie beschließen daher, die benachbarten Berge aufzusuchen, wo sie hoffen, Schutz und Wasser zu finden. Picard hinterlässt einen Hinweis auf ihr Ziel in Form eines Pfeils.
Die Besatzung der Enterprise verschafft sich unterdessen einen Überblick über die Lage auf Gamelan V. Ein unbekanntes Raumschiff ist in einen Orbit um den Planeten eingetreten und droht, die Atmosphäre zu verstrahlen. Es wird als ein Jahrhunderte alter Frachter voll radioaktivem Abfall identifiziert. Riker verspricht, die Gefahr zu beseitigen, indem der Frachter in die gamelanische Sonne gelenkt wird. Zwischen Gamelan V und seiner Sonne befindet sich allerdings ein Asteroidenfeld. Die Enterprise muss den Frachter mit einem Traktorstrahl in Schlepp nehmen und hindurch manövrieren. Als die Nachricht vom Verschwinden von Dirgos Shuttle eintrifft, kann sich die Enterprise daher zunächst nicht an der Suchaktion beteiligen und muss sich auf die Minenarbeiter verlassen.
Der Fußmarsch in die Berge verlangt Dirgo, Picard und Wesley alle Kräfte ab. Besonders Dirgo schwächelt, doch schließlich erreichen sie eine Höhle. Dort bemerkt Wesley, dass Dirgo eine Flasche versteckt hält. Sie enthält allerdings kein Wasser, sondern Alkohol. Picard nimmt die Flasche an sich, um sie für medizinische Zwecke aufzubewahren. Bei der Untersuchung der Höhle entdecken die Drei eine Wasserquelle, die allerdings von einem Kraftfeld umgeben ist. Dirgo will es deaktivieren, indem er mit einem Phaser darauf schießt. Plötzlich kommt es zu einer Energieentladung, die Dirgo den Phaser aus der Hand reißt und in einem Fasergeflecht einschließt. Zeitgleich kommt es zu einer Erschütterung und von der Höhlendecke lösen sich Steine. Picard stößt Wesley zur Seite, um ihn zu schützen, wird dabei aber selbst von Steinen getroffen und schwer verletzt.
Dirgo hält Picards Verletzungen für zu schwer, doch der möchte nicht verfrüht für tot erklärt werden und er macht Wesley eindringlich klar, dass er Dirgo unbedingt von weiteren unüberlegten Aktionen abhalten muss. Wesley versucht, die Wirkungsweise des Schutzmechanismus zu ergründen, aber Dirgo geht das nicht schnell genug. Er will es erneut mit Phaserfeuer versuchen. Dieses Mal sollen er und Wesley gleichzeitig aus verschiedenen Richtungen und mit unterschiedlicher Intensität feuern. Wesley kritisiert, dass es überhaupt keine Anhaltspunkte für den Erfolg dieses Plans gäbe, lässt sich aber doch dazu überreden. Wieder taucht eine Energieentladung auf. Sie steuert auf Wesleys Phaser zu und schließt auch ihn in ein Fasergeflecht ein. Da Dirgo weiterfeuert, fliegt sie danach auf ihn zu, doch dieses Mal attackiert sie nicht seine Waffe, sondern ihn selbst und tötet ihn, indem sie ihn auch in ein Fasergeflecht einwickelt.
Wesley kümmert sich nun um den schwächer werdenden Picard. Um ihn bei Bewusstsein zu halten, beginnt er ein Gespräch mit ihm und gesteht ihm seine große Bewunderung. Picard wiederum gesteht, dass er gern mit ihm tauschen und noch einmal die Akademie besuchen würde. Nach der Auswertung seiner gesammelten Messwerte glaubt Wesley schließlich, einen Weg gefunden zu haben, den Schutzmechanismus zu deaktivieren. Da Picard dringend Wasser benötigt, beschließt er, einen Test zu wagen. Hierzu verbindet er seinen Kommunikator mit seinem Tricorder und nähert sich der Quelle. Die Energieentladung kommt erneut auf ihn zu, sieht ihn aber offenbar nicht als Gefahr an. Sie durchströmt Wesley, ohne ihm zu schaden. Anschließend schaltet sich das Kraftfeld ab und Wesley kann Picard endlich mit Wasser versorgen.
Inzwischen hat die Enterprise den Müllfrachter erfolgreich in die Sonne von Gamelan manövriert und ist wieder im Pentaurus-System angekommen. Die Minenarbeiter haben bereits mehrere Planeten erfolglos abgesucht, die Monde jedoch noch nicht. Die Enterprise stößt auf Trümmer, anhand derer schließlich Lambda Paz als wahrscheinlichster Landeort des Shuttles ausgemacht werden kann. Ein Außenteam findet die Vermissten. Sie werden aufs Schiff gebracht, wo Picard medizinisch versorgt wird und Wesley sich verabschiedet, bevor er zur Akademie aufbricht.

## Besonderheiten

### Verbindungen zu anderen Star-Trek-Produktionen
Wesley erwähnt hier seine erste gemeinsame Shuttle-Reise mit Picard in Folge 2.17 (Das Herz eines Captains) von Raumschiff Enterprise – Das nächste Jahrhundert aus dem Jahr 1989.
Boothby, der Gärtner der Sternenflottenakademie, wird hier erstmals erwähnt (hier wird er noch als Hausmeister bezeichnet). Boothby ist später in Folge 5.19 (Ein missglücktes Manöver) von Raumschiff Enterprise – Das nächste Jahrhundert aus dem Jahr 1992 und in zwei Folgen von Star Trek: Raumschiff Voyager von 1998 und 1999 zu sehen und wird dort von Ray Walston gespielt. In Folge 4.10 (Alte Freunde, neue Planeten) der animierten Serie Star Trek: Lower Decks ist Boothby außerdem als animierte Hintergrundfigur zu sehen.

### Besonderheiten der deutschen Synchronfassung
Dies war die letzte Folge der Serie, die in Deutschland vom ZDF ausgestrahlt wurde. Die Ausstrahlungsrechte gingen danach an den Privatsender Sat.1, der zunächst die alten Folgen wiederholte und anschließend ab März 1994 die noch fehlenden Folgen der Serie erstmalig auf Deutsch ausstrahlte. Mit dem Senderwechsel kam es auch zu Änderungen bei den Synchronsprechern. Jean-Luc Picard, Beverly Crusher und Deanna Troi werden in Die letzte Mission letztmalig in der Serie von Rolf Schult, Rita Engelmann und Eva Kryll gesprochen. Ab der nächsten Folge Das kosmische Band wurden sie durch Ernst Meincke, Ana Fonell und Ulrike Lau ersetzt. In den vier auf Raumschiff Enterprise – Das nächste Jahrhundert basierenden Spielfilmen wurden die drei Figuren dann aber wieder von Schult, Engelmann und Kryll gesprochen.

## Produktion

### Drehbuch
Der Arbeitstitel der Folge lautete Tournabout.
Das Drehbuch zu Die letzte Mission wurde in der Absicht geschrieben, Wil Wheatons Figur Wesley Crusher einen würdigen Ausstieg aus der Serie zu ermöglichen. Wheaton wollte die Serie verlassen, da er fand, dass seine Arbeit für Raumschiff Enterprise – Das nächste Jahrhundert seiner Filmkarriere im Weg stand. Das Autorenteam wollte ihm einen besseren Abschied ermöglichen als Denise Crosby, deren Figur Tasha Yar in Folge 1.23 (Die schwarze Seele) eher beiläufig getötet wurde, was im Nachhinein als Fehlentscheidung betrachtet wurde.
Im ursprünglichen Drehbuchentwurf hätten Picard und Wesley auf einem Eisplaneten landen sollen, doch Produzent Rick Berman fand, dass sich ein Wüstenplanet realistischer darstellen ließ.

### Darsteller
Dies ist die letzte Folge der Serie, in der Wesley Crusher als Hauptfigur auftritt. Wil Wheaton hatte später aber noch Gastauftritte als Wesley Crusher in vier weiteren Folgen von Raumschiff Enterprise – Das nächste Jahrhundert, im Spielfilm Star Trek: Nemesis sowie in je einer Folge der Serien Star Trek: Picard und Star Trek: Lower Decks.
Nick Tate, Darsteller von Dirgo, spielte auch Liam Bilby in Folge 6.15 (Ehre unter Dieben) von Star Trek: Deep Space Nine.
Mary Kohnert spielte Fähnrich Allenby noch einmal in Folge 4.10 (Das kosmische Band) von Raumschiff Enterprise – Das nächste Jahrhundert. Durch Wiederverwendung von Filmmaterial war sie in dieser Rolle außerdem in Folge 6.22 (Verdächtigungen) zu sehen.

### Drehorte

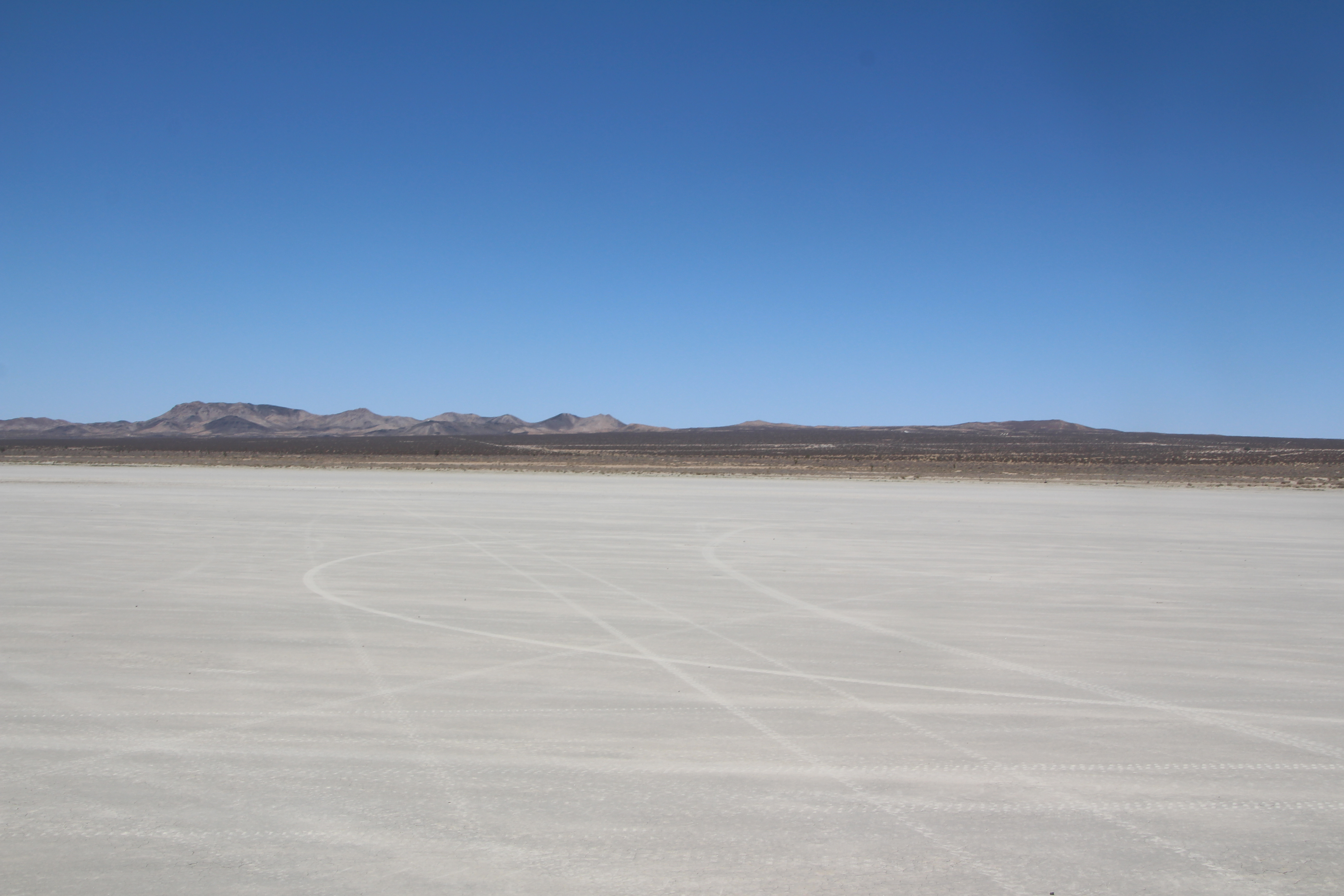
Der El Mirage Dry Lake

Der ausgetrocknete El Mirage Lake in Kalifornien diente als Drehort für die Wüste auf dem Mond Lambda Paz. Die Dreharbeiten auf dem See dauerten zwei Tage. 1994 wurde der El Mirage Lake auch als Drehort für die Oberfläche des Planeten Ocampa im Pilotfilm Der Fürsorger von Star Trek: Raumschiff Voyager genutzt.

### Modelle
Für das Shuttle Nenebek wurde das Modell einer Fluchtkapsel aus Folge 3.22 (Der Sammler) wiederverwendet. Der Name des Shuttles ist eine Anspielung auf den Star-Trek-Autor Larry Nemecek.
Für den Müllfrachter wurde das Modell des Frachters Batris aus Folge 1.20 (Worfs Brüder) wiederverwendet.

## Rezeption
Keith DeCandido bewertete Die letzte Mission 2012 auf tor.com als eine leicht unterdurchschnittliche Folge von Raumschiff Enterprise – Das nächste Jahrhundert. Beim Versuch, die Fehler bei Denise Crosbys Ausstieg dieses Mal zu vermeiden, entstand seiner Meinung nach eine Geschichte, die völlig mit Klischees überfrachtet ist. Die Handlung sei Malen nach Zahlen. Beim ersten Anblick von Dirgos Shuttle sei völlig klar, dass es abstürzen wird – selbstverständlich auf einem lebensfeindlichen Planeten und natürlich wird jemand verletzt. Wesley erhält dadurch praktischerweise viel gemeinsame Zeit mit dem Star der Show, kann noch einmal seine Fähigkeiten unter Beweis stellen und lernt noch eine letzte wertvolle Lektion. Insgesamt empfand DeCandido die Folge als einen eher schwachen Abschied für Wesley, die leider nicht mit seinen Glanzmomenten in früheren Folgen mithalten könne.

## Parodien und Anspielungen
In Folge 3.11 (Das Huhn im Schrank und der eilige Bund der Ehe) der Sitcom Young Sheldon von 2020 schaut sich Sheldon diese Folge auf Kassette an.